# Plesionectes
Plesionectes är ett utdött släkte av svanödlor som levde för ungefär 185 miljoner år sedan. Den enda beskrivna arten är Plesionectes longicollum.
Fossil av släktet hittades i det tyska förbundslandet Baden-Württemberg. Artens extremiteter liknade fenor i utseende. Släktnamnet Plesionectes betyder "tidig simmare" och artepitet longicollum betyder "lång hals". Med sina anpassningar till livet i vattnet var ödlan troligtvis en bra simmare och som föda utpekas fiskar. Fossilet bevaras i Stuttgarts naturhistoriska museum men inte i den för besökare tillgängliga utställningen. Hela skelettet är 295 cm lång. Halsen utgör 125 cm och svansen är 81 cm lång. Fossilet är lite sammanpressat och därför antas att individen var cirka 350 cm lång. Forskarna antar att exemplaret var ett ungdjur men skelettets kännetecken skiljer det tydlig från andra svanödlor.